# Asplenium sandwichense
Asplenium sandwichense là một loài dương xỉ trong họ Aspleniaceae. Loài này được Milde mô tả khoa học đầu tiên năm 1870.
Danh pháp khoa học của loài này chưa được làm sáng tỏ. 